# 布達佩斯 (密蘇里州)
布達佩斯（英語：Budapest）是位於美國密蘇里州里普利縣的非建制地區。

## 歷史
布達佩斯的郵局於1912年設立，其後於1922年停運。

## 地理
布達佩斯所處的海拔為高於海平面170米（即558英呎），而該地所採用的時區為UTC-6，即北美中部時區（CST）。同時該地設有夏令時間，為UTC-6調快一小時，即UTC-5（CDT）。